# هوورانغ
هوورانغ (باليابانية: ファラン، بالروماجي: 화랑 Hwarang) (هانغل: 화랑) (تلفظ: هواه-رانغ)، هي شخصية خيالية من سلسلة ألعاب تيكن، أول ظهور لهوورانغ في تيكن 3 ورجع في جميع الألعاب المقبلة. هو طالب التكواندو لبيك دو سان. وهو تلميذ بيك دو سان ومجيد لفن التايكوندو القتالي. اعتاد على المقامرة أثناء قتاله في الشوارع. عندما يكون زملائه من أعضاء جماعته على وشك الخسارة في المباريات، عندئذ يتدخل هوارانغ ويحقق الفوز. أثناء واحدة من مبارياته، واجه جين كازاما، وأجبره على الانتهاء بالتعادل. تلك كانت المرة الأولى التي لم ينجح فيها هوارانغ في الفوز. قرر هوارانغ التدرب أكثر وألا يخسر مرة أخرى. أثناء زيارته للدوجانغ، وجدها هوارانغ مدمرة. وهوجمت من قبل أوغر. بعد شعوره بالغضب والإحباط، دخل هوارانغ بطولة ملك القبضة الحديدية الثالثة ليقاتل معركته النهائية مع جين، وينتقم من أجل مدربه.
في تيكن 4، أُدخل هوارانغ إلى الجيش الكوري الجنوبي، وبالتحديد تم تعيينه إلى وحدة القوات الخاصة (وعلى مايبدو مرتفعاً إلى رتبة الرقيب). تائقاً إلى الاندفاع للقتال مع بعض الجنود، الذي اعتاد عليه في قتال الشوارع. صار هوارانغ هارباً من التجنيد وهرب من الحكومة الكورية. سمع هوارانغ بإعلان بطولة ملك القبضة الحديدية الرابعة، وقرر دخولها على أمل لقاء خصمه جين، في البطولة. حصل هوارانغ على فرصة مواجهة جين، ثم في وقت لاحق نجا على ما يبدو وتقاتل مرة أخرى ولكن توقف القتال عندما وصلت فرقة من القوات الخاصة الكورية الجنوبية (من بينهم قائده الميداني)، واعتقلوا هوارانغ.
في تيكن 5، أثناء انتظار هوارانغ في المحكمة العرفية، أُخذ هوارانغ إلى السفارة الكورية الجنوبية، حيث أصدر السفير له بعض الأوراق العاجلة. بعد قرائته الأوراق، صرخ هوارانغ، «أنا لاأصدق هذا! هل أنت متأكد من صحة هذا؟». وقد اقترح أن هذه الأوراق كانت من بيك دو سان نفسه، أخبر فيها هوارانغ بأنه نجا من هجوم أوغر. أكمل هوارانغ خدمته العسكرية خلال شهرين، ثم دخل بطولة ملك القبضة الحديدية الخامسة، تواقاً إلى مواجهة جين كازاما. وقد طلب منه معلمه، بيك دو سان، أن ينازله في البطولة.
واجه هوارانغ جين وانتصر عليه. بينما كان جين ملقياً على الأرض، فجأة زأر جين بقوة خارقة وأصدر عاصفة رمت هوارانغ بعيداً. من ظهر جين، امتد جناحان أسودان وووقف جين بهيئة ديفل جين. هوارانغ في نهاية ذكائه - لم يستطع الرد في القتال وسقط مغشياً عليه. عندما استيقظ هوارانغ وجد نفسه في المستشفى. بالقرب منه رأى بيك واقفاً بجانبه كزائر له. سمع هوارانغ التفاصيل من بيك. تجاهل الممرضة، حاول هوارانغ النهوض من السرير، ولكنه سقط من أجل التماس بيك ليجعله أقوى. بعد مغادرته للمستشفى، بدأ هوارانغ التدرب مع تعصب لم يسبق له مثيل، من أجل هزيمة جين «الخارق». وهكذا، مع الإعلان عن بطولة ملك القبضة الحديدية 6، استعد للدخول في البطولة.
اسم هوارانغ مقتبس من جيوب تيول الثاني بنفس الاسم في تايكوندو ITF.

## وصلات خارجية
- هوورانغ في قاعدة بيانات الأفلام على الإنترنت
- تيكن ويكي
- تيكنبيديا الإنجليزية